# Ashmeadiella cubiceps
Ashmeadiella cubiceps är en biart som först beskrevs av Cresson 1879.  Ashmeadiella cubiceps ingår i släktet Ashmeadiella och familjen buksamlarbin. Inga underarter finns listade i Catalogue of Life.